# Liste des députés européens de Suède de la 8e législature

Cet article présente la liste des députés européens de Suède élus lors des élections européennes de 2014 en Suède.
| Nom                                                                                 | Parti                                                                | Groupe parlementaire européen |
| ----------------------------------------------------------------------------------- | -------------------------------------------------------------------- | ----------------------------- |
| Anna Maria Corazza Bildt                                                            | Modérés                                                              | PPE                           |
| Gunnar Hökmark                                                                      | Modérés                                                              | PPE                           |
| Christofer Fjellner                                                                 | Modérés                                                              | PPE                           |
| Lars Adaktusson                                                                     | Les chrétiens-démocrates                                             | PPE                           |
| Marita Ulvskog                                                                      | Parti social-démocrate suédois des travailleurs                      | S&D                           |
| Jytte Guteland                                                                      | Parti social-démocrate suédois des travailleurs                      | S&D                           |
| Olle Ludvigsson                                                                     | Parti social-démocrate suédois des travailleurs                      | S&D                           |
| Aleksander Gabelic (À partir du 4 avril 2018, en remplacement de Jens Nilsson)      | Parti social-démocrate suédois des travailleurs                      | S&D                           |
| Anna Hedh                                                                           | Parti social-démocrate suédois des travailleurs                      | S&D                           |
| Jasenko Selimović (À partir du 30 septembre 2015, en remplacement de Marit Paulsen) | Les Libéraux                                                         | ADLE                          |
| Cecilia Wikström                                                                    | Les Libéraux                                                         | ADLE                          |
| Fredrick Federley                                                                   | Parti du centre                                                      | ADLE                          |
| Linnéa Engström (À partir du 8 octobre 2014, en remplacement d'Isabella Lövin)      | Parti de l'environnement Les Verts                                   | Verts/ALE                     |
| Jakop Dalunde (Remplace Peter Eriksson le 7 juin 2016)                              | Parti de l'environnement Les Verts                                   | Verts/ALE                     |
| Bodil Valero                                                                        | Parti de l'environnement Les Verts                                   | Verts/ALE                     |
| Max Andersson                                                                       | Parti de l'environnement Les Verts (jusqu'en février 2019) Vändpunkt | Verts/ALE                     |
| Malin Björk                                                                         | Parti de gauche                                                      | GUE/NGL                       |
| Kristina Winberg                                                                    | Démocrates de Suède                                                  | CRE                           |
| Peter Lundgren                                                                      | Démocrates de Suède                                                  | CRE                           |
| Soraya Post                                                                         | Initiative féministe                                                 | S&D                           |